# Limassolla pistaciae
Limassolla pistaciae är en insektsart som först beskrevs av Rauno E. Linnavuori 1962.  Limassolla pistaciae ingår i släktet Limassolla och familjen dvärgstritar. Inga underarter finns listade i Catalogue of Life.